# Prunum gorgonense
Prunum gorgonense is een slakkensoort uit de familie van de Marginellidae. De wetenschappelijke naam van de soort is voor het eerst geldig gepubliceerd in 1978 door Roth.